# Grote Stirling
Pour les articles homonymes, voir Stirling.
Grote Stirling (31 juillet 1875-18 janvier 1953) est un homme politique canadien de la Colombie-Britannique. Il est député fédéral conservateur de la circonscription britanno-colombienne de Yale d'une élection partielle en 1924 à 1947. Il est ministre dans le cabinet du premier ministre Richard Bedford Bennett.

## Biographie
Né à Tunbridge Wells dans le Kent en Angleterre, Striling est élu lors de l'élection partielle déclenchée à la suite du décès de John Armstrong MacKelvie en 1924. Il est réélu en 1925, 1926, 1930, 1935 et en 1940. De 1934 à 1935, il siège au cabinet à titre de Ministre de la Défense nationale et de Ministre des Pêches, des Océans et de la Garde côtière canadienne par intérim. Il ne se représente pas en 1945.